# Monique Akin
Monique Akin, geborene Monique Obermüller, ist eine deutsch-mexikanische Schauspielerin und Regisseurin.

## Leben
Akin spielte 1998 in dem Film Kurz und schmerzlos eine Deutschtürkin. Auch in Gegen die Wand (2004) war sie zu sehen. Zuvor hatte sie in Fernsehredaktionen, unter anderem der Premieresendung Zapping, gearbeitet. Nach der Gründung der Filmfirma Corazón International arbeitete sie für dieses Unternehmen. So war sie beispielsweise 2007 für das Casting zu Auf der anderen Seite verantwortlich.
Als direkte Nachfolgefilmfirma von Corazón International gründete sie die bombero international, wo sie auch für die Besetzung und das Casting der Filme wie  Aus dem Nichts oder  Rheingold von Fatih Akin zuständig ist.
Seit 2004 ist Monique Akin mit Fatih Akin verheiratet und wurde im Jahr darauf Mutter eines Sohnes. Sie lebt mit ihrer Familie in Hamburg. Beim Dokumentarfilm Fatih Akin – Tagebuch eines Filmreisenden, der 2007 im NDR-Fernsehen gesendet wurde, führte sie Regie.

## Initiative
Monique Akin gründete 2009 gemeinsam mit Freunden den Verein soul kids. Der Verein sammelt Spendengelder, die an gemeinnützige Vereine, Einrichtungen und Projekte ausgezahlt werden. soul kids e.V. will auf die Nöte, Probleme und Bedürfnisse von Kindern in Hamburg und weltweit aufmerksam machen und denjenigen eine Öffentlichkeit schaffen, die sich für Kinder und Jugendliche einsetzen. In dem Verein ist sie Vorsitzende und gleichzeitig verantwortlich für die Konzeption und Entwicklung der Veranstaltungen und Projekte.